# Dimitri Maconda
José Dimitri Maconda (Rotterdam, 28 novembre 2001) è un cestista olandese con cittadinanza angolana.

## Carriera

### Nazionale
Nel 2023 è stato convocato per il Mondiale.

## Palmarès
- Supercoppa d'Olanda: 1

Leida: 2024